# Wilhelm Reichart (Politiker, 1915)

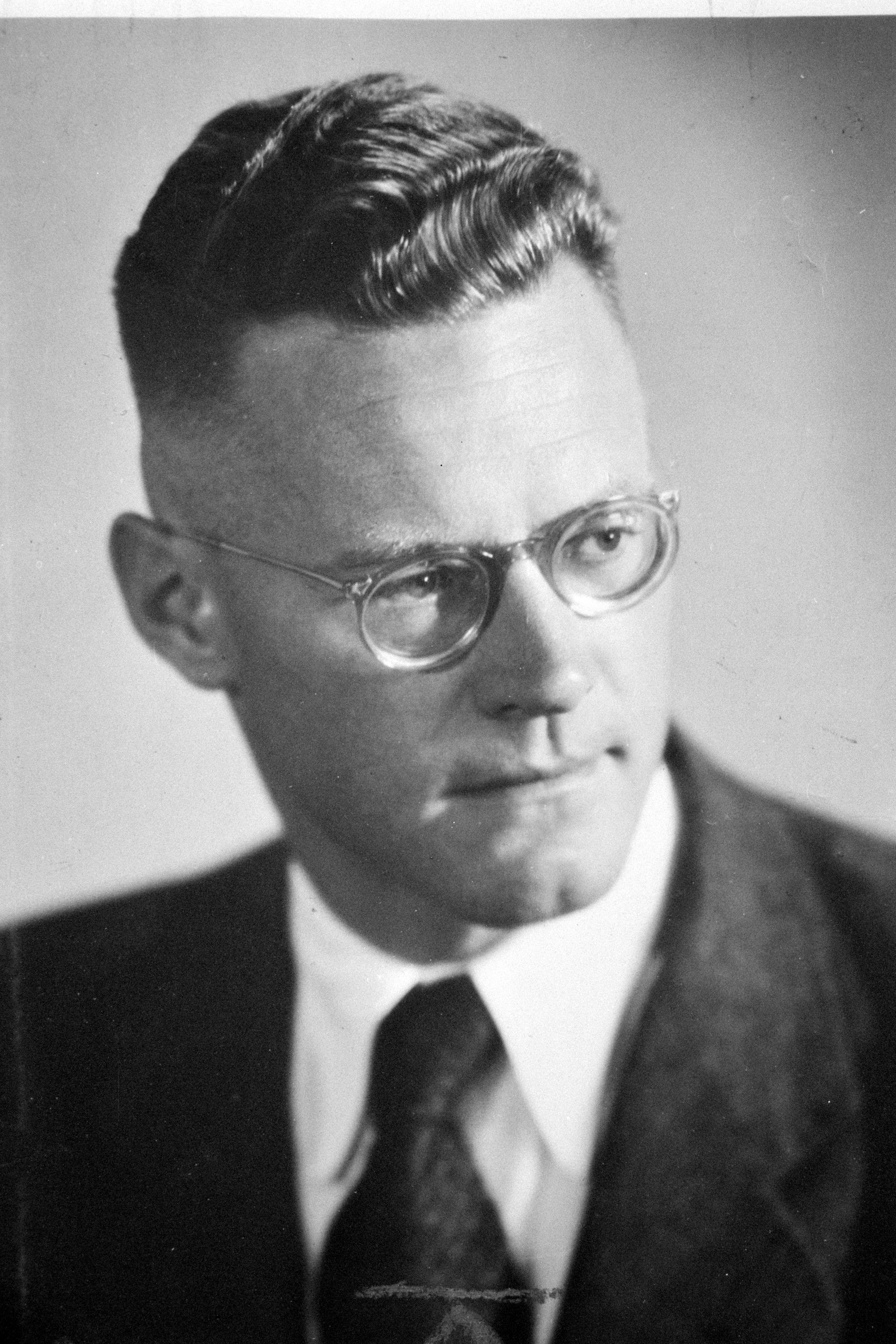
Wilhelm Reichart

Wilhelm Reichart (* 3. Mai 1915 in Bregenz; † 30. August 1997 in Hard) war ein österreichischer Politiker (ÖVP/FPÖ) und Mittelschulprofessor. Er war von 1949 bis 1974 Abgeordneter zum Vorarlberger Landtag. 

## Ausbildung und Beruf
Nachdem er fünf Jahre die Volksschule in Bregenz besucht hatte, wechselte Reichart an das Gymnasium Bregenz, wo er die Matura ablegte. Er studierte in der Folge Klassische Philologie und Geschichte an der Universität Wien und legte 1939 die Lehramtsprüfung ab. Zudem wurde er 1939 zum Dr. phil. promoviert. 
Er arbeitete von 1939 bis Jänner 1940 als Gymnasialprofessor am Staatsgymnasium in Wien-Währing und leistete danach ab 1940 seinen Kriegsdienst im Zweiten Weltkrieg ab. Im Juli 1945 kehrte er aus der Kriegsgefangenschaft zurück und wurde im September 1945 Gymnasialprofessor in Bregenz. Nachdem er von Juli 1980 bis Dezember 1980 als Gymnasialdirektor gearbeitet hatte, wurde Reichart 1981 pensioniert.

## Politik und Funktionen
Reichart war während seiner Schulzeit Mitglied der MKV-Mittelschulverbindung Kustersberg Bregenz und war danach Mitglied der CV-Verbindung KaV Norica Wien (Mitglied von 1934 bis 1964). Er wurde am 9. März 1934 Mitglied der Vaterländischen Front und gehörte dieser bis zur Machtübernahme durch die Nationalsozialisten an. Danach wurde Reichart 
im Mai 1938 Mitglied des Nationalsozialistischen Fliegerkorps, dem er bis Dezember 1939 angehörte. Ab Dezember 1939 war er Mitglied des Nationalsozialistischen Lehrerbundes. Nach dem Ende des Zweiten Weltkriegs wurde Reichart 1947 Parteimitglied der ÖVP und des ÖAAB, per 14. August 1959 trat er aus der ÖVP aus und schloss sich noch 1959 der FPÖ an. 1973 trat Reichart auch aus der FPÖ aus. 
Lokalpolitisch wirkte Reichart vom 6. Juni 1947 bis zum 13. Mai 1950 als Mitglied des Stadtrates von Bregenz, wobei er die Referate Feuerwehr, Schulwesen, Rettungsabteilung, Bücherei, Musikschule führte und Mitglied des Wohnungswesen-, Bau- und Fremdenverkehrsausschusses war. Als Vertreter der FPÖ gehörte er vom 3. April 1960 bis zum 16. Mai 1975 erneut der Stadtvertretung an und war Mitglied des Personal-, Wohnungs-, Schul- und Kulturausschusses. Zudem war er Mitglied des Ortsschulrates und Mitglied im Hauptausschuss der Festspielgemeinde und im Überwachungsausschuss der KFA. Als Abgeordneter des Wahlbezirkes Bregenz war er vom 25. Oktober 1959 bis zum 3. November 1974 Abgeordneter zum Vorarlberger Landtag, wobei er ab dem 1. August 1973 fraktionslos war. Er war im Landtag Mitglied im Rechts-, Erziehungs- und Volksbildungsausschuss sowie Mitglied im Sozialpolitischen Ausschuss. Zuletzt war er auch Obmann des Kulturausschusses. 
Innerparteilich war Reichart von 1949 bis 1959 Mitglied der Landesparteileitung der ÖVP Vorarlberg und von 1950 bis 1959 Mitglied des Landesparteirates der ÖVP Vorarlberg. Des Weiteren war er Stadtparteiobmann der ÖVP Bregenz und Vorstandsmitglied des ÖAAB Vorarlberg.

## Privates
Reichart war der Sohn des Schiffskassiers Theodor Reichart und dessen Gattin Theresia Reichart, geborene Schott. Reichart war unverheiratet.